# NBL 2022/23
Die NBL 2022/23 war die 45. Austragung der australasischen National Basketball League. Die mit neun Teams aus Australien und einem Team aus Neuseeland ausgetragene Meisterschaft begann am 1. Oktober 2022 und endete am 15. März 2023. Im Finale konnten sich die Sydney Kings in der Best-of-Five-Serie gegen die New Zealand Breakers in fünf Spielen durchsetzen und damit ihren fünften Meistertitel erringen.

## Modus
Jedes Team trägt in der regulären Saison 14 Heim- und 14 Auswärtsspiele aus. Die in der Endtabelle auf den ersten sechs Plätzen stehenden Teams qualifizieren sich für die NBL Finals, die im Play-off-Modus ausgetragen werden. Die in der Endtabelle auf den ersten beiden Plätzen stehenden Teams qualifizieren sich dabei direkt fürs Halbfinale, während die auf den Positionen 3 bis 6 stehenden Teams die beiden anderen Halbfinalisten ausspielen. Im Halbfinale gilt der best of three modus, während im Finale der Best-of-Five-Modus angewendet wird, so dass der Meister Ende März feststeht.

## Mannschaften
| Mannschaft             | Stadt                       | Land       | Austragungsorte               | Plätze |
| ---------------------- | --------------------------- | ---------- | ----------------------------- | ------ |
| Adelaide 36ers         | Adelaide, South Australia   | Australien | Adelaide Entertainment Centre | 11.300 |
| Brisbane Bullets       | Brisbane, Queensland        | Australien | Nissan Arena                  | 5.000  |
| Cairns Taipans         | Cairns, Queensland          | Australien | Cairns Convention Centre      | 5.300  |
| Illawarra Hawks        | Wollongong, New South Wales | Australien | WIN Entertainment Centre      | 6.000  |
| Melbourne United       | Melbourne, Victoria         | Australien | John Cain Arena               | 10.175 |
| New Zealand Breakers   | North Shore, Auckland       | Neuseeland | Spark Arena                   | 9.740  |
| Perth Wildcats         | Perth, Western Australia    | Australien | RAC Arena                     | 14.800 |
| S.E. Melbourne Phoenix | Melbourne, Victoria         | Australien | John Cain Arena               | 10.175 |
| S.E. Melbourne Phoenix | Melbourne, Victoria         | Australien | State Basketball Centre       | 3.200  |
| Sydney Kings           | Sydney, New South Wales     | Australien | Sydney SuperDome              | 18.200 |
| Tasmania JackJumpers   | Hobart, Tasmanien           | Australien | MyState Bank Arena            | 4.340  |
| Tasmania JackJumpers   | Launceston                  | Australien | Silverdome                    | 4.000  |

## Personal und Sponsoring
| Mannschaft             | Trainer         | Kapitän                               | Hauptsponsor         | Ausrüster |
| ---------------------- | --------------- | ------------------------------------- | -------------------- | --------- |
| Adelaide 36ers         | C. J. Bruton    | Mitch McCarron                        | Walker Corporation   | Champion  |
| Brisbane Bullets       | Greg Vanderjagt | Aron Baynes                           | St. Genevieve        | Champion  |
| Cairns Taipans         | Adam Forde      | Tahjere McCall                        | CQUniversity         | Champion  |
| Illawarra Hawks        | Jacob Jackomas  | Sam Froling Tyler Harvey              | Multi Civil and Rail | Champion  |
| Melbourne United       | Dean Vickerman  | Chris Goulding                        | DoorDash             | Champion  |
| New Zealand Breakers   | Mody Maor       | Thomas Abercrombie                    | Sky Sport            | Champion  |
| Perth Wildcats         | John Rillie     | Jesse Wagstaff                        | Pentanet             | Champion  |
| S.E. Melbourne Phoenix | Simon Mitchell  | Kyle Adnam Ryan Broekhoff Mitch Creek | Mountain Goat Beer   | Champion  |
| Sydney Kings           | Chase Buford    | Xavier Cooks                          | Hostplus             | Champion  |
| Tasmania JackJumpers   | Scott Roth      | Clint Steindl                         | Spirit of Tasmania   | Champion  |

## Trainerwechsel
| Team                   | 2021/22        | 2022/23        | 2022/23         |
| ---------------------- | -------------- | -------------- | --------------- |
| Brisbane Bullets       | James Duncan   | Sam Mackinnon  | Greg Vanderjagt |
| Illawarra Hawks        | Brian Goorjian | Jacob Jackomas | Jacob Jackomas  |
| New Zealand Breakers   | Dan Shamir     | Mody Maor      | Mody Maor       |
| Perth Wildcats         | Scott Morrison | John Rillie    | John Rillie     |
| S.E. Melbourne Phoenix | Simon Mitchell | Simon Mitchell | Simon Mitchell  |
| Tasmania JackJumpers   | Scott Roth     | Scott Roth     | Scott Roth      |

## Tabelle
Abschlusstabelle nach Ende der Hauptrunde
- Für das Play-off Halbfinale qualifiziert
- Für das Play-off Viertelfinale qualifiziert

| Pl.  | Team                   | Spiele | Siege | Niederlagen | Siegquote | Punkte+ | Punkte- | Punktedifferenz | Heimbilanz | Auswärtsbilanz |
| ---- | ---------------------- | ------ | ----- | ----------- | --------- | ------- | ------- | --------------- | ---------- | -------------- |
| 01.  | Sydney Kings           | 28     | 19    | 9           | 67,86 %   | 2679    | 2468    | +211            | 10:4       | 9:5            |
| 02.  | New Zealand Breakers   | 28     | 18    | 10          | 64,29 %   | 2423    | 2246    | +177            | 7:7        | 11:3           |
| 03.  | Cairns Taipans         | 28     | 18    | 10          | 64,29 %   | 2455    | 2376    | +79             | 8:6        | 10:4           |
| 04.  | Tasmania JackJumpers   | 28     | 16    | 12          | 57,14 %   | 2385    | 2305    | +186            | 7:7        | 9:5            |
| 05.  | S.E. Melbourne Phoenix | 28     | 15    | 13          | 53,57 %   | 2553    | 2512    | +39             | 11:3       | 4:10           |
| 06.  | Perth Wildcats         | 28     | 15    | 13          | 53,57 %   | 2580    | 2568    | +12             | 10:4       | 7:7            |
| 07.  | Melbourne United       | 28     | 15    | 13          | 53,75 %   | 2434    | 2424    | +10             | 8:6        | 7:7            |
| 08.  | Adelaide 36ers         | 28     | 13    | 15          | 46,43 %   | 2546    | 2597    | −61             | 8:6        | 5:9            |
| 09.  | Brisbane Bullets       | 28     | 8     | 20          | 28,57 %   | 2365    | 2600    | −235            | 4:10       | 4:10           |
| 010. | Illawarra Hawks        | 28     | 3     | 25          | 10,71 %   | 2261    | 2585    | −324            | 2:12       | 1:13           |

## Play-offs

### Modus
Die auf den ersten sechs Plätzen der Abschlusstabelle der regulären Saison platzierten Mannschaften qualifizieren sich für die Play-offs. Die beiden Erstplatzierten qualifizieren sich dabei direkt für das Play-off Halbfinale, während das drittbeste Team auf das viertbeste Team trifft. Der Sieger trifft im Halbfinale auf das an Position 2 gesetzte Team. Der Verlierer trifft auf den Sieger des Duells zwischen dem fünft- und dem sechstplatzierten Team. Der Sieger dieses Spiels tritt dann im Halbfinale gegen das beste Team der regulären Saison an. Das Halbfinale wird im Best-of-Three-Modus und das Finale im Best-of-Five-Modus entschieden.

### Spiele
|  | Qualifikation fürs Halbfinale Runde 1 | Qualifikation fürs Halbfinale Runde 1 | Qualifikation fürs Halbfinale Runde 1 |    |                        | Qualifikation fürs Halbfinale Runde 2 | Qualifikation fürs Halbfinale Runde 2 | Qualifikation fürs Halbfinale Runde 2 |                      |               | Qualifiziert fürs Halbfinale | Qualifiziert fürs Halbfinale | Qualifiziert fürs Halbfinale |
|  |                                       |                                       |                                       |    |                        |                                       |                                       |                                       |                      |               |                              |                              |                              |
|  | 3                                     | Cairns Taipans                        | 79                                    |    |                        |                                       |                                       |                                       |                      |               |                              |                              |                              |
|  | 4                                     | Tasmania JackJumpers                  | 87                                    |    |                        |                                       |                                       |                                       |                      | 3             | Cairns Taipans               | gegen Platz 1                |                              |
|  | 4                                     | Tasmania JackJumpers                  | 87                                    | 3  | Cairns Taipans         | 91                                    |                                       |                                       |                      | 3             | Cairns Taipans               | gegen Platz 1                |                              |
|  |                                       |                                       |                                       | 3  | Cairns Taipans         | 91                                    |                                       | 4                                     | Tasmania JackJumpers | gegen Platz 2 |                              |                              |                              |
|  |                                       | 6                                     | Perth Wildcats                        | 78 |                        |                                       |                                       | 4                                     | Tasmania JackJumpers | gegen Platz 2 |                              |                              |                              |
|  | 5                                     | 6                                     | Perth Wildcats                        | 78 | S.E. Melbourne Phoenix | 99                                    |                                       |                                       |                      |               |                              |                              |                              |
|  | 5                                     |                                       |                                       |    | S.E. Melbourne Phoenix | 99                                    |                                       |                                       |                      |               |                              |                              |                              |
|  | 6                                     | Perth Wildcats                        | 106                                   |    |                        |                                       |                                       |                                       |                      |               |                              |                              |                              |

|  | Halbfinale | Halbfinale           | Halbfinale           | Halbfinale | Halbfinale |    |              | Finale | Finale               | Finale | Finale | Finale | Finale | Finale |
|  |            |                      |                      |            |            |    |              |        |                      |        |        |        |        |        |
|  | 1          | Sydney Kings         | 95                   | 82         | 79         |    |              |        |                      |        |        |        |        |        |
|  | 3          | Cairns Taipans       | 87                   | 93         | 64         |    |              |        |                      |        |        |        |        |        |
|  | 3          | Cairns Taipans       | 87                   | 93         | 64         | 1  | Sydney Kings | 87     | 81                   | 91     | 70     | 77     |        |        |
|  |            |                      |                      |            |            | 1  | Sydney Kings | 87     | 81                   | 91     | 70     | 77     |        |        |
|  |            | 2                    | New Zealand Breakers | 95         | 74         | 68 | 80           | 69     |                      |        |        |        |        |        |
|  | 2          | 2                    | New Zealand Breakers | 95         | 74         | 68 | 80           | 69     | New Zealand Breakers | 88     | 78     | 92     |        |        |
|  | 2          |                      |                      |            |            |    |              |        | New Zealand Breakers | 88     | 78     | 92     |        |        |
|  | 4          | Tasmania JackJumpers | 68                   | 89         | 77         |    |              |        |                      |        |        |        |        |        |

### Spielstatistiken
Qualifikation fürs Halbfinale Runde 1
| 9. Februar 2023 19:30 Uhr | boxscore report | Cairns Taipans 79, Tasmania JackJumpers 87         | Cairns Taipans 79, Tasmania JackJumpers 87 | Cairns Taipans 79, Tasmania JackJumpers 87                  | Cairns Convention Centre, Cairns Zuschauer: 3670 Schiedsrichter: V. Mayberry, N. Fernandez, M. Hare | ESPN Australia |
| 9. Februar 2023 19:30 Uhr | boxscore report | Punkte pro Viertel: 16:25, 21–21, 18:19, 24:22     |                                            |                                                             | Cairns Convention Centre, Cairns Zuschauer: 3670 Schiedsrichter: V. Mayberry, N. Fernandez, M. Hare | ESPN Australia |
| 9. Februar 2023 19:30 Uhr | boxscore report | Punkte: McCall 24 Rebounds: Hogg 8 Assists: Hogg 4 |                                            | Punkte: Doyle 25 Rebounds: Kelly 12 Assists: Doyle, Kelly 4 | Cairns Convention Centre, Cairns Zuschauer: 3670 Schiedsrichter: V. Mayberry, N. Fernandez, M. Hare | ESPN Australia |
| 9. Februar 2023 19:30 Uhr | boxscore report |                                                    |                                            |                                                             | Cairns Convention Centre, Cairns Zuschauer: 3670 Schiedsrichter: V. Mayberry, N. Fernandez, M. Hare | ESPN Australia |

| 9. Februar 2023 18:30 Uhr | boxscore report | S.E. Melbourne Phoenix 99, Perth Wildcats 106            | S.E. Melbourne Phoenix 99, Perth Wildcats 106 | S.E. Melbourne Phoenix 99, Perth Wildcats 106           | John Cain Arena, Melbourne Zuschauer: 5176 Schiedsrichter: M. Aylen, C. Reid, R. Woolcock | ESPN Australia |
| 9. Februar 2023 18:30 Uhr | boxscore report | Punkte pro Viertel: 22:18, 29–29, 25:18, 23:41           |                                               |                                                         | John Cain Arena, Melbourne Zuschauer: 5176 Schiedsrichter: M. Aylen, C. Reid, R. Woolcock | ESPN Australia |
| 9. Februar 2023 18:30 Uhr | boxscore report | Punkte: Creek 24 Rebounds: Williams 17 Assists: Browne 5 |                                               | Punkte: Cotton 26 Rebounds: Travers 9 Assists: Thomas 8 | John Cain Arena, Melbourne Zuschauer: 5176 Schiedsrichter: M. Aylen, C. Reid, R. Woolcock | ESPN Australia |
| 9. Februar 2023 18:30 Uhr | boxscore report |                                                          |                                               |                                                         | John Cain Arena, Melbourne Zuschauer: 5176 Schiedsrichter: M. Aylen, C. Reid, R. Woolcock | ESPN Australia |

Qualifikation fürs Halbfinale Runde 2
| 12. Februar 2023 13:00 Uhr | boxscore report | Cairns Taipans 91, Perth Wildcats 78                      | Cairns Taipans 91, Perth Wildcats 78 | Cairns Taipans 91, Perth Wildcats 78                    | Cairns Convention Centre, Cairns Zuschauer: 3020 Schiedsrichter: V. Mayberry, C. Reid, N. Fernandez | 10 Peach |
| 12. Februar 2023 13:00 Uhr | boxscore report | Punkte pro Viertel: 25:19, 27:24, 19:16, 20:19            |                                      |                                                         | Cairns Convention Centre, Cairns Zuschauer: 3020 Schiedsrichter: V. Mayberry, C. Reid, N. Fernandez | 10 Peach |
| 12. Februar 2023 13:00 Uhr | boxscore report | Punkte: Hogg 32 Rebounds: Waardenburg 10 Assists: Scott 8 |                                      | Punkte: Cotton 19 Rebounds: Manek 10 Assists: Cotton 10 | Cairns Convention Centre, Cairns Zuschauer: 3020 Schiedsrichter: V. Mayberry, C. Reid, N. Fernandez | 10 Peach |
| 12. Februar 2023 13:00 Uhr | boxscore report |                                                           |                                      |                                                         | Cairns Convention Centre, Cairns Zuschauer: 3020 Schiedsrichter: V. Mayberry, C. Reid, N. Fernandez | 10 Peach |

Halbfinale
| 15. Februar 2023 19:30 Uhr | boxscore report | Sydney Kings 95, Cairns Taipans 87                    | Sydney Kings 95, Cairns Taipans 87 | Sydney Kings 95, Cairns Taipans 87                       | Sydney SuperDome, Sydney Zuschauer: 7367 Schiedsrichter: V. Mayberry, C. Reid, N. Fernandez | ESPN Australia |
| 15. Februar 2023 19:30 Uhr | boxscore report | Punkte pro Viertel: 25:26, 25:33, 27:10, 18:18        |                                    |                                                          | Sydney SuperDome, Sydney Zuschauer: 7367 Schiedsrichter: V. Mayberry, C. Reid, N. Fernandez | ESPN Australia |
| 15. Februar 2023 19:30 Uhr | boxscore report | Punkte: Cooks 27 Rebounds: Cooks 14 Assists: Walton 5 |                                    | Punkte: Hogg 24 Rebounds: Waardenburg 7 Assists: Scott 7 | Sydney SuperDome, Sydney Zuschauer: 7367 Schiedsrichter: V. Mayberry, C. Reid, N. Fernandez | ESPN Australia |
| 15. Februar 2023 19:30 Uhr | boxscore report | Sydney Kings führt in der Serie mit 1:0               |                                    |                                                          | Sydney SuperDome, Sydney Zuschauer: 7367 Schiedsrichter: V. Mayberry, C. Reid, N. Fernandez | ESPN Australia |

| 17. Februar 2023 18:30 Uhr | boxscore report | Cairns Taipans 93, Cairns Taipans 82                       | Cairns Taipans 93, Cairns Taipans 82 | Cairns Taipans 93, Cairns Taipans 82                   | Cairns Convention Centre, Cairns Zuschauer: 4626 Schiedsrichter: V. Mayberry, C. Reid, N. Fernandez | ESPN Australia |
| 17. Februar 2023 18:30 Uhr | boxscore report | Punkte pro Viertel: 27:19, 27:22, 17:14, 22:27             |                                      |                                                        | Cairns Convention Centre, Cairns Zuschauer: 4626 Schiedsrichter: V. Mayberry, C. Reid, N. Fernandez | ESPN Australia |
| 17. Februar 2023 18:30 Uhr | boxscore report | Punkte: Hogg 25 Rebounds: Waardenburg 10 Assists: McCall 7 |                                      | Punkte: Walton 22 Rebounds: Simon 10 Assists: Walton 6 | Cairns Convention Centre, Cairns Zuschauer: 4626 Schiedsrichter: V. Mayberry, C. Reid, N. Fernandez | ESPN Australia |
| 17. Februar 2023 18:30 Uhr | boxscore report | Serie ausgeglichen 1:1                                     |                                      |                                                        | Cairns Convention Centre, Cairns Zuschauer: 4626 Schiedsrichter: V. Mayberry, C. Reid, N. Fernandez | ESPN Australia |

| 19. Februar 2023 14:00 Uhr | boxscore report | Sydney Kings 93, Cairns Taipans 82                              | Sydney Kings 93, Cairns Taipans 82 | Sydney Kings 93, Cairns Taipans 82                       | Sydney SuperDome, Sydney Zuschauer: 7123 Schiedsrichter: V. Mayberry, C. Reid, J. Griguol | ESPN Australia |
| 19. Februar 2023 14:00 Uhr | boxscore report | Punkte pro Viertel: 20:26, 28:13, 14:19, 17:6                   |                                    |                                                          | Sydney SuperDome, Sydney Zuschauer: 7123 Schiedsrichter: V. Mayberry, C. Reid, J. Griguol | ESPN Australia |
| 19. Februar 2023 14:00 Uhr | boxscore report | Punkte: Vasiljevic 15 Rebounds: Cooks, Noi 11 Assists: Walton 9 |                                    | Punkte: Ayre 20 Rebounds: Waardenburg 12 Assists: Ayre 4 | Sydney SuperDome, Sydney Zuschauer: 7123 Schiedsrichter: V. Mayberry, C. Reid, J. Griguol | ESPN Australia |
| 19. Februar 2023 14:00 Uhr | boxscore report | Sydney Kings gewinnt die Serie 2:1                              |                                    |                                                          | Sydney SuperDome, Sydney Zuschauer: 7123 Schiedsrichter: V. Mayberry, C. Reid, J. Griguol | ESPN Australia |

| 12. Februar 2023 18:00 Uhr | boxscore report | New Zealand Breakers 88, Tasmania JackJumpers 68               | New Zealand Breakers 88, Tasmania JackJumpers 68 | New Zealand Breakers 88, Tasmania JackJumpers 68     | Spark Arena, Auckland Zuschauer: 5479 Schiedsrichter: M. Aylen, M. Hare, J. Griguol | 10 Peach |
| 12. Februar 2023 18:00 Uhr | boxscore report | Punkte pro Viertel: 19:12, 20:25, 26:17, 23:14                 |                                                  |                                                      | Spark Arena, Auckland Zuschauer: 5479 Schiedsrichter: M. Aylen, M. Hare, J. Griguol | 10 Peach |
| 12. Februar 2023 18:00 Uhr | boxscore report | Punkte: Pardon 15 Rebounds: Pardon 9 Assists: McDowell-White 7 |                                                  | Punkte: Kelly 12 Rebounds: Kenyon 6 Assists: Doyle 4 | Spark Arena, Auckland Zuschauer: 5479 Schiedsrichter: M. Aylen, M. Hare, J. Griguol | 10 Peach |
| 12. Februar 2023 18:00 Uhr | boxscore report | New Zealand Breakers führt in der Serie mit 1:0                |                                                  |                                                      | Spark Arena, Auckland Zuschauer: 5479 Schiedsrichter: M. Aylen, M. Hare, J. Griguol | 10 Peach |

| 16. Februar 2023 19:30 Uhr | boxscore report | Tasmania JackJumpers 89, New Zealand Breakers 79             | Tasmania JackJumpers 89, New Zealand Breakers 79 | Tasmania JackJumpers 89, New Zealand Breakers 79               | MyState Bank Arena, Hobart Zuschauer: 4293 Schiedsrichter: M. Aylen, M. Hare, R. Woolcock | ESPN Australia |
| 16. Februar 2023 19:30 Uhr | boxscore report | Punkte pro Viertel: 18:14, 24:28, 22:18, 25:18               |                                                  |                                                                | MyState Bank Arena, Hobart Zuschauer: 4293 Schiedsrichter: M. Aylen, M. Hare, R. Woolcock | ESPN Australia |
| 16. Februar 2023 19:30 Uhr | boxscore report | Punkte: Doyle 23 Rebounds: Kenyon, Magnay 6 Assists: Doyle 5 |                                                  | Punkte: Brown 19 Rebounds: Pardon 11 Assists: McDowell-White 4 | MyState Bank Arena, Hobart Zuschauer: 4293 Schiedsrichter: M. Aylen, M. Hare, R. Woolcock | ESPN Australia |
| 16. Februar 2023 19:30 Uhr | boxscore report | Serie ausgeglichen 1:1                                       |                                                  |                                                                | MyState Bank Arena, Hobart Zuschauer: 4293 Schiedsrichter: M. Aylen, M. Hare, R. Woolcock | ESPN Australia |

| 19. Februar 2023 18:00 Uhr | boxscore report | New Zealand Breakers 92, Tasmania JackJumpers 77               | New Zealand Breakers 92, Tasmania JackJumpers 77 | New Zealand Breakers 92, Tasmania JackJumpers 77                  | Spark Arena, Auckland Zuschauer: 6410 Schiedsrichter: M. Aylen, M. Hare, R. Woolcock | 10 Peach |
| 19. Februar 2023 18:00 Uhr | boxscore report | Punkte pro Viertel: 21:25, 28:17, 18:22, 25:13                 |                                                  |                                                                   | Spark Arena, Auckland Zuschauer: 6410 Schiedsrichter: M. Aylen, M. Hare, R. Woolcock | 10 Peach |
| 19. Februar 2023 18:00 Uhr | boxscore report | Punkte: Brown 32 Rebounds: Pardon 14 Assists: McDowell-White 4 |                                                  | Punkte: McVeigh 22 Rebounds: McVeigh 7 Assists: Doyle, Krslovic 3 | Spark Arena, Auckland Zuschauer: 6410 Schiedsrichter: M. Aylen, M. Hare, R. Woolcock | 10 Peach |
| 19. Februar 2023 18:00 Uhr | boxscore report | New Zealand Breakers gewinnt die Serie 2:1                     |                                                  |                                                                   | Spark Arena, Auckland Zuschauer: 6410 Schiedsrichter: M. Aylen, M. Hare, R. Woolcock | 10 Peach |

Finale
| 3. März 2023 19:30 Uhr | boxscore report | Sydney Kings 87, New Zealand Breakers 95             | Sydney Kings 87, New Zealand Breakers 95 | Sydney Kings 87, New Zealand Breakers 95                                              | Sydney SuperDome, Sydney Zuschauer: 13145 Schiedsrichter: V. Mayberry, M. Aylen, M. Hare | 10 Peach |
| 3. März 2023 19:30 Uhr | boxscore report | Punkte pro Viertel: 23:30, 20:24, 27:22, 17:19       |                                          |                                                                                       | Sydney SuperDome, Sydney Zuschauer: 13145 Schiedsrichter: V. Mayberry, M. Aylen, M. Hare | 10 Peach |
| 3. März 2023 19:30 Uhr | boxscore report | Punkte: Simon 18 Rebounds: Simon 6 Assists: Walton 6 |                                          | Punkte: Brown, McDowell-White 19 Rebounds: McDowell-White 9 Assists: McDowell-White 9 | Sydney SuperDome, Sydney Zuschauer: 13145 Schiedsrichter: V. Mayberry, M. Aylen, M. Hare | 10 Peach |
| 3. März 2023 19:30 Uhr | boxscore report | New Zealand Breakers führt in der Serie mit 1:0      |                                          |                                                                                       | Sydney SuperDome, Sydney Zuschauer: 13145 Schiedsrichter: V. Mayberry, M. Aylen, M. Hare | 10 Peach |

| 5. März 2023 18:00 Uhr | boxscore report | New Zealand Breakers 74, Sydney Kings 81                       | New Zealand Breakers 74, Sydney Kings 81 | New Zealand Breakers 74, Sydney Kings 81            | Spark Arena, Auckland Zuschauer: 8429 Schiedsrichter: V. Mayberry, M. Aylen, M. Hare | 10 Peach |
| 5. März 2023 18:00 Uhr | boxscore report | Punkte pro Viertel: 9:21, 21:13, 11:23, 33:24                  |                                          |                                                     | Spark Arena, Auckland Zuschauer: 8429 Schiedsrichter: V. Mayberry, M. Aylen, M. Hare | 10 Peach |
| 5. März 2023 18:00 Uhr | boxscore report | Punkte: Brown 21 Rebounds: Pardon 11 Assists: McDowell-White 4 |                                          | Punkte: Noi 20 Rebounds: Hunter 10 Assists: Bruce 3 | Spark Arena, Auckland Zuschauer: 8429 Schiedsrichter: V. Mayberry, M. Aylen, M. Hare | 10 Peach |
| 5. März 2023 18:00 Uhr | boxscore report | Serie ausgeglichen 1:1                                         |                                          |                                                     | Spark Arena, Auckland Zuschauer: 8429 Schiedsrichter: V. Mayberry, M. Aylen, M. Hare | 10 Peach |

| 10. März 2023 19:30 Uhr | boxscore report | Sydney Kings 91, New Zealand Breakers 68                  | Sydney Kings 91, New Zealand Breakers 68 | Sydney Kings 91, New Zealand Breakers 68                                              | Sydney SuperDome, Sydney Zuschauer: 18049 Schiedsrichter: M. Aylen, V. Mayberry, M. Hare | ESPN Australia |
| 10. März 2023 19:30 Uhr | boxscore report | Punkte pro Viertel: 22:24, 21:23, 24:12, 24:9             |                                          |                                                                                       | Sydney SuperDome, Sydney Zuschauer: 18049 Schiedsrichter: M. Aylen, V. Mayberry, M. Hare | ESPN Australia |
| 10. März 2023 19:30 Uhr | boxscore report | Punkte: Vasiljevic 15 Rebounds: Cooks 8 Assists: Walton 9 |                                          | Punkte: McDowell-White 11 Rebounds: Le'afa, McDowell-White 6 Assists: Brown, Le'afa 3 | Sydney SuperDome, Sydney Zuschauer: 18049 Schiedsrichter: M. Aylen, V. Mayberry, M. Hare | ESPN Australia |
| 10. März 2023 19:30 Uhr | boxscore report | Sydney Kings führt in der Serie mit 2:1                   |                                          |                                                                                       | Sydney SuperDome, Sydney Zuschauer: 18049 Schiedsrichter: M. Aylen, V. Mayberry, M. Hare | ESPN Australia |

| 12. März 2023 18:00 Uhr | boxscore report | New Zealand Breakers 80, Sydney Kings 70                                              | New Zealand Breakers 80, Sydney Kings 70 | New Zealand Breakers 80, Sydney Kings 70              | Spark Arena, Auckland Zuschauer: 9742 Schiedsrichter: M. Aylen, V. Mayberry, M. Hare | Sky Sport (Neuseeland) |
| 12. März 2023 18:00 Uhr | boxscore report | Punkte pro Viertel: 18:12, 21:15, 15:25, 26:18                                        |                                          |                                                       | Spark Arena, Auckland Zuschauer: 9742 Schiedsrichter: M. Aylen, V. Mayberry, M. Hare | Sky Sport (Neuseeland) |
| 12. März 2023 18:00 Uhr | boxscore report | Punkte: Brantley 23 Rebounds: Loe, McDowell-White, Pardon 6 Assists: McDowell-White 5 |                                          | Punkte: Walton 18 Rebounds: Simon 7 Assists: Walton 4 | Spark Arena, Auckland Zuschauer: 9742 Schiedsrichter: M. Aylen, V. Mayberry, M. Hare | Sky Sport (Neuseeland) |
| 12. März 2023 18:00 Uhr | boxscore report | Serie ausgeglichen 2:2                                                                |                                          |                                                       | Spark Arena, Auckland Zuschauer: 9742 Schiedsrichter: M. Aylen, V. Mayberry, M. Hare | Sky Sport (Neuseeland) |

| 15. März 2023 19:30 Uhr | boxscore report | Sydney Kings 77, New Zealand Breakers 69               | Sydney Kings 77, New Zealand Breakers 69 | Sydney Kings 77, New Zealand Breakers 69                      | Sydney SuperDome, Sydney Zuschauer: 18124 Schiedsrichter: V. Mayberry, M. Aylen, M. Hare | ESPN Australia |
| 15. März 2023 19:30 Uhr | boxscore report | Punkte pro Viertel: 11:22, 24:14, 21:20, 21:13         |                                          |                                                               | Sydney SuperDome, Sydney Zuschauer: 18124 Schiedsrichter: V. Mayberry, M. Aylen, M. Hare | ESPN Australia |
| 15. März 2023 19:30 Uhr | boxscore report | Punkte: Walton 21 Rebounds: Cooks 11 Assists: Walton 6 |                                          | Punkte: Brown 22 Rebounds: Pardon 9 Assists: McDowell-White 5 | Sydney SuperDome, Sydney Zuschauer: 18124 Schiedsrichter: V. Mayberry, M. Aylen, M. Hare | ESPN Australia |
| 15. März 2023 19:30 Uhr | boxscore report | Sydney Kings gewinnt die Serie 3:2                     |                                          |                                                               | Sydney SuperDome, Sydney Zuschauer: 18124 Schiedsrichter: V. Mayberry, M. Aylen, M. Hare | ESPN Australia |

### Meistermannschaft
| Nr. | Nat.               | Name             | Position | Geburtsdatum | Größe  | Info |
| --- | ------------------ | ---------------- | -------- | ------------ | ------ | ---- |
| 0   | Vereinigte Staaten | Justin Simon     | Guard    | 06.05.1996   | 196 cm | I    |
| 1   | Australien         | Jordan Hunter    | Center   | 20.08.1997   | 209 cm |      |
| 3   | Australien         | Dejan Vasiljevic | Guard    | 26.04.1997   | 190 cm |      |
| 5   | Australien         | Angus Glover     | Guard    | 08.09.1998   | 194 cm |      |
| 6   | Australien         | Jaylin Galloway  | Forward  | 21.09.192002 | 197 cm |      |
| 7   | Australien         | Shaun Bruce      | Guard    | 13.01.1991   | 192 cm |      |
| 9   | Sudsudan           | Jackson Makoi    | Guard    | 03.07.2000   | 196 cm | DP   |
| 10  | Australien         | Xavier Cooks     | Forward  | 19.09.1995   | 203 cm | C    |
| 11  | Vereinigte Staaten | Derrick Walton   | Guard    | 03.04.1995   | 183 cm | I    |
| 12  | Brasilien          | Tim Soares       | Center   | 04.02.1995   | 211 cm | I    |
| 14  | Australien         | Biwali Bayles    | Guard    | 15.02.2002   | 185 cm | IN   |
| 15  | Australien         | Archie Woodhill  | Forward  | 15.11.2002   | 206 cm | DP   |
| 20  | Australien         | Iggy Mitchell    | Guard    | 04.07.2003   | 193 cm | DP   |
| 21  | Australien         | Kouat Noi        | Forward  | 29.10.1997   | 201 cm |      |
| 25  | Australien         | Isaac Gattorna   | Forward  | 08.05.1999   | 199 cm | DP   |

| Nat.               | Name           | Position       |
| ------------------ | -------------- | -------------- |
| Vereinigte Staaten | Chase Buford   | Head Coach     |
| Vereinigte Staaten | Kevin Lisch    | Assistenzcoach |
| Australien         | Fleur McIntyre | Assistenzcoach |
| Australien         | Daniel Kickert | Assistenzcoach |

| Abk. | Bedeutung          |
| ---- | ------------------ |
| Nr.  | Trikotnummer       |
| Nat. | Nationalität       |
| C    | Mannschaftskapitän |
| DP   | Development Player |
| I    | Import player      |
| IN   | Inaktiv            |

## Spielerstatistiken
Alle Statistiken beziehen sich auf die reguläre Saison + die Play-off-Spiele.
| Platz | Name           | Team                   | Spiele | Schnitt |
| ----- | -------------- | ---------------------- | ------ | ------- |
| 1.    | Mitchell Creek | S.E. Melbourne Phoenix | 29     | 23,4    |
| 2.    | Bryce Cotton   | Perth Wildcats         | 30     | 23,4    |
| 3.    | Craig Randall  | Adelaide 36ers         | 6      | 20,3    |
| 4.    | Barry Brown    | New Zealand Breakers   | 28     | 19,4    |
| 5.    | Tyler Harvey   | Illawarra Hawks        | 27     | 18,9    |

| Platz | Name          | Team                   | Spiele | Schnitt |
| ----- | ------------- | ---------------------- | ------ | ------- |
| 1.    | Alan Williams | S.E. Melbourne Phoenix | 28     | 9,9     |
| 2.    | Keanu Pinder  | Perth Wildcats         | 19     | 9,3     |
| 3.    | Dererk Pardon | New Zealand Breakers   | 36     | 8,1     |
| 4.    | Sam Froling   | Illawarra Hawks        | 28     | 8,0     |
| 5.    | Xavier Cooks  | Sydney Kings           | 34     | 7,8     |

| Platz | Name                | Team                   | Spiele | Schnitt |
| ----- | ------------------- | ---------------------- | ------ | ------- |
| 1.    | Justin Robinson     | Illawarra Hawks        | 11     | 8,0     |
| 2.    | Gary Browne         | S.E. Melbourne Phoenix | 20     | 6,5     |
| 3.    | Derrick Walton      | S.E. Melbourne Phoenix | 33     | 6,3     |
| 4.    | Peyton Siva         | Illawarra Hawks        | 11     | 6,3     |
| 5.    | Will McDowell-White | New Zealand Breakers   | 34     | 5,9     |

| Platz | Name               | Team                 | Spiele | Schnitt |
| ----- | ------------------ | -------------------- | ------ | ------- |
| 1.    | Josh Magette       | Tasmania JackJumpers | 28     | 2,0     |
| 2.    | Tahjere McCall     | Cairns Taipans       | 25     | 2,0     |
| 3.    | Antonius Cleveland | Adelaide 36ers       | 28     | 1,9     |
| 4.    | Milton Doyle       | Tasmania JackJumpers | 31     | 1,7     |
| 5.    | Peyton Siva        | Illawarra Hawks      | 11     | 1,6     |

| Platz | Name            | Team                 | Spiele | Schnitt |
| ----- | --------------- | -------------------- | ------ | ------- |
| 1.    | Isaac Humphries | Adelaide 36ers       | 23     | 1,7     |
| 2.    | Marcus Lee      | Melbourne United     | 17     | 1,6     |
| 3.    | DJ Hogg         | Sydney Kings         | 33     | 1,2     |
| 4.    | Dererk Pardon   | New Zealand Breakers | 36     | 1,1     |
| 5.    | Tim Soares      | Sydney Kings         | 36     | 1,0     |

## Individuelle Auszeichnungen
- Most Valuable Player der regulären Saison (Andrew Gaze Trophy): Xavier Cooks (Sydney Kings)[10]
- Next Generation Award: Sam Waardenburg (Cairns Taipans)
- Best Defensive Player (Damian Martin Trophy): Antonius Cleveland (Adelaide 36ers)
- Best Sixth Man: Barry Brown Jr. (New Zealand Breakers)
- Most Improved Player: Keanu Pinder (Cairns Taipans)
- Fans MVP: Kai Sotto (Adelaide 36ers)
- Coach of the Year (Lindsay Gaze Trophy): Adam Forde (Cairns Taipans)
- Executive of the Year: Mark Beecroft (Cairns Taipans)
- Referee of the Year: Vaughan Mayberry
- GameTime by Kmart: Reuben Te Rangi (S.E. Melbourne Phoenix)
- All-NBL First Team:
  - Mitch Creek (S.E. Melbourne Phoenix)
  - Xavier Cooks (Sydney Kings)
  - Bryce Cotton (Perth Wildcats)
  - Derrick Walton (Sydney Kings)
  - Milton Doyle (Tasmania JackJumpers)
- All-NBL Second Team:
  - Keanu Pinder (Cairns Taipans)
  - Dererk Pardon (New Zealand Breakers)
  - Barry Brown Jr. (New Zealand Breakers)
  - D. J. Hogg (Cairns Taipans)
  - Chris Goulding (Melbourne United)
- Grand Final Series MVP (Larry Sengstock Medal): Derrick Walton (Sydney Kings)

## Weblink
- Offizielle Website der NBL (englisch)